# Czesław (Vorname)
Czesław ist ein männlicher polnischer Vorname.

## Varianten
- Časlav – serbokroatisch, tschechisch
- Česlav
- Ceslaus – deutsch; latinisierte Form
- Czesława, weibliche Form

## Herkunft und Bedeutung
Der Name Časlav wurde zuerst im 10. Jahrhundert in Serbien erwähnt, für Fürst Časlav Klonimirović.
Er setzt sich aus den beiden Bestandteilen Čas-/Czes-, möglicherweise für „česť/cześć“ (Ehre), und „slava/sława“ (Ruhm) zusammen.

## Namenstage
Namenstage von Czesław sind der 12. Januar, 19. April, 20. April, 20. Juli und 2. September.

## Namensträger

### Czesław
- Czesław Bartkowski (* 1943), polnischer Schlagzeuger des Modern Jazz
- Czesław Białobrzeski (1878–1953), polnischer theoretischer Physiker und Astronom
- Czesław Centkiewicz (1904–1996), polnischer Autor und Abenteurer
- Czesław Czechyra (* 1954), polnischer Politiker
- Czesław Domin (1929–1996), polnischer römisch-katholischer Bischof
- Czesław Fiedorowicz (* 1958), polnischer Politiker
- Czesław Gęborski (1925–2006), Kommandant des polnischen Internierungslagers Lamsdorf
- Czesław Hoc (* 1954), polnischer Politiker
- Czesław Jóźwiak (1919–1942), polnischer Widerstandskämpfer, Opfer der NS-Justiz, 1999 seliggesprochen
- Czesław Kiszczak (1925–2015), polnischer Politiker und Militär
- Czeslaw Kozon (* 1951), dänischer römisch-katholischer Bischof
- Czesław Kwieciński (* 1943), polnischer Ringer
- Czesław Lang (* 1955), polnischer Radrennfahrer
- Czesław Lewandowski (1922–2009), polnischer römisch-katholischer Bischof
- Czesław Jerzy Małkowski (* 1950), polnischer Politiker
- Czesław Marchewczyk (1912–2003), polnischer Eishockey- und Handballspieler
- Cheslaw Boleslaw „Chester“ Marcol (* 1949), polnischer Footballspieler
- Czesław Marek (1891–1985), polnischer Komponist
- Czesław Miłosz (1911–2004), polnischer Dichter
- Czesław Niemen (1939–2004), polnischer Rocksänger, Multiinstrumentalist, Liederautor und Komponist
- Czesław Okińczyc (* 1955), litauischer Wirtschaftsjurist, Rechtsanwalt, Diplomat und Politiker
- Czesław Olech (1931–2015), polnischer Mathematiker
- Czesław Panek (1954–2016), polnischer Eishockeyspieler
- Czesław Ryll-Nardzewski (1926–2015), polnischer Mathematiker
- Czesław Siekierski (* 1952), polnischer Politiker
- Czesław Słania (1921–2005), Graveur von Briefmarken und Geldscheinen
- Czesław Stanjek (* 1952), polnisch-deutscher Ringer und Trainer
- Czesław Stanula (1940–2020), polnischer römisch-katholischer Bischof
- Czesław Wycech (1899–1977), polnischer Lehrer und Politiker

### Časlav
- Časlav Brukner (* 1967), jugoslawisch-serbischer Quantenphysiker
- Časlav Grubić (* 1952), jugoslawischer Handballspieler
- Časlav Klonimirović († 950), serbischer Fürst

### Ceslaus
- Ceslaus von Breslau (um 1184–1242), Jurist und Missionar (Apostel Schlesiens oder Retter der Breslauer Burg)
- Ceslaus Gotthard von Schaffgotsch (1726–1781), Generalvikar in Breslau

## Sonstiges
- Czesław Point, Landspitze von King George Island, Südliche Shetlandinseln, Antarktis